# بیکن بیلدینگ
بیکن بیلدینگ (انگلیسی: Beacon Building) شرکت مصالح ساختمانی آمریکایی است، که در سال ۱۹۲۸ تأسیس شد.